# Comté de Brown (Wisconsin)
Pour les articles homonymes, voir Comté de Brown.
Le comté de Brown est un comté de l'État du Wisconsin. En 2000, sa population était de 248 007 habitants. Son siège se trouve à Green Bay. L'aire urbaine de Green Bay regroupe, d'après un recensement de 2000, 195 099 personnes.  Pour l'United States Census Bureau, la Metropolitan Statistical Area de Green Bay inclut la totalité du Comté de Brown.
Le comté de Brown est l'un des deux comtés originaux du Wisconsin avec le Comté de Crawford.

## Géographie
D'après le U.S. Census Bureau, le comté a une surface totale de 1594 km². Dont 1369 km² sont des terres et 225 km² soit 14,1 % sont de l'eau.

### Comtés adjacents
| Nord-Ouest : Comté de Shawano | Nord: Comté d'Oconto |                             |
| Ouest: Comté d'Outagamie      | Comté de Brown       | Est: Comté de Kewaunee      |
| Sud-Ouest : Comté de Calumet  |                      | Sud-Est: Comté de Manitowoc |

## Démographie

Pyramide des âges du Comté de Brown en 2000.

| Date  | Nombre d'habitants |
| ----- | ------------------ |
| 1900  | 46 359             |
| 1910  | 54 098             |
| 1920  | 61 889             |
| 1930  | 70 249             |
| 1940  | 83 109             |
| 1950  | 98 314             |
| 1960  | 125 082            |
| 1970  | 158 244            |
| 1980  | 175 280            |
| 1990  | 194 594            |
| 2000  | 226 778            |
| 2010  | 248 007            |
| [ 1 ] |                    |

## Villes, villages, banlieues

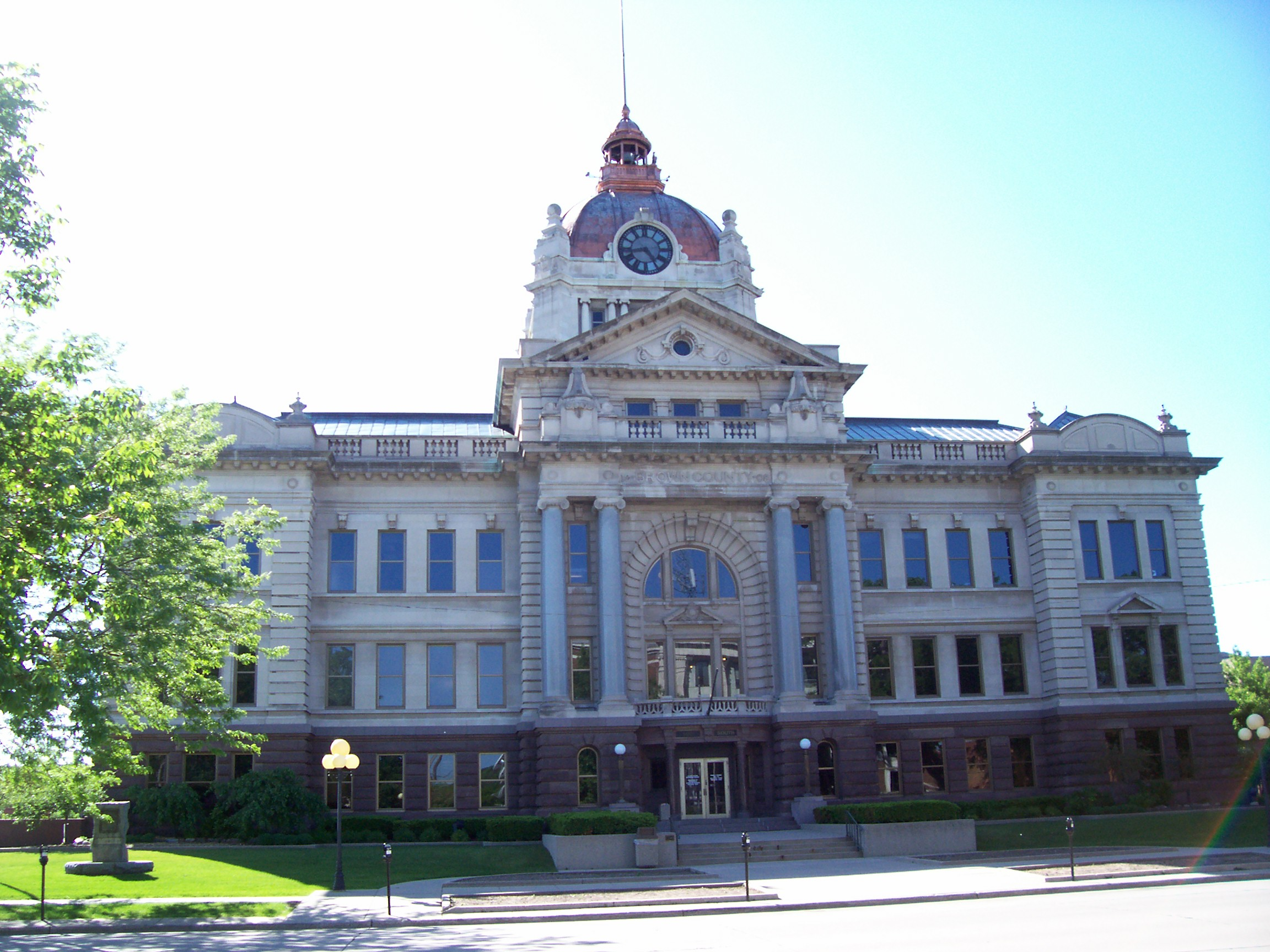
Court du Comté de Brown à Green Bay

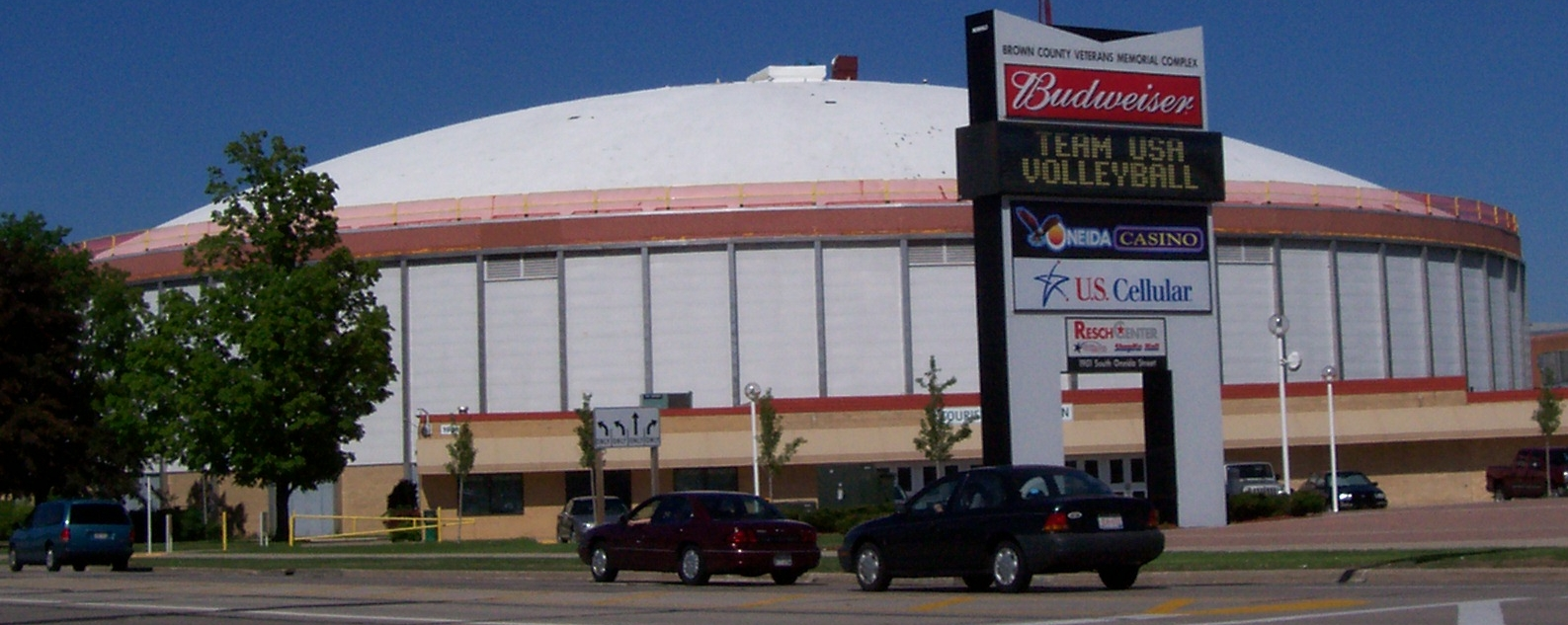
Le Brown County Veterans Memorial Arena

### Villes
- De Pere
- Green Bay

### Villages
| - Allouez - Ashwaubenon - Bellevue | - Denmark - Hobart - Howard | - Pulaski - Suamico - Wrightstown |

### Communes
| - Eaton - Glenmore - Green Bay (town) - Holland | - Humboldt - Lawrence - Ledgeview | - Morrison - New Denmark - Pittsfield | - Rockland - Scott - Wrightstown |

### Communautés non-incorporés
- Askeaton
- Champion
- New Franken
- Little Rapids